# Анодина, Татьяна Григорьевна
Татья́на Григо́рьевна Ано́дина (род. 16 апреля 1939, Ленинград) — председатель Межгосударственного авиационного комитета (МАК) в 1991—2023 годах, доктор технических наук, профессор, заслуженный деятель науки Российской Федерации (1997).

## Биография

### Ранние годы
Родилась 16 апреля 1939 года в Ленинграде в семье военного лётчика. Окончила Львовский политехнический институт в 1961 году.

### Работа в гражданской авиации
Работала в НИИ гражданской авиации в должностях от инженера-испытателя до директора Научно-экспериментального центра автоматизированного управления воздушным движением (НЭЦ АУВД ГА), который тогда ещё не входил в состав ГосНИИ ГА. Затем была приглашена на работу в Министерство гражданской авиации СССР (МГА СССР). По воспоминаниям ветеранов советской гражданской авиации в тот период Анодина работала заместителем В. В. Сушко, который тогда руководил Главным научно-техническим управлением МГА СССР. Потом руководила одним из Главных управлений МГА СССР.
Была исследователем и организатором работ в области создания и внедрения систем спутниковой связи, навигации и наблюдения.
В 1991 году Анодина стала основной движущей силой в подготовке решения о создании Межгосударственного авиационного комитета (МАК) при Межгосударственном совете по авиации и использованию воздушного пространства СНГ и руководила этим комитетом с 1991 по 2022 год.
В январе 2023 года она была освобождена от должности решением заседания части членов Совета по авиации и использованию воздушного пространства СНГ, проведённого на базе Минтранса России. МАК не участвовал в этом заседании и не признал принятые там решения в качестве решений Совета.
В июле 2023 года стало известно о назначении Анодиной на должность советника со-руководителя рабочей группы Национальной технологической инициативы «Аэронет» Бориса Алёшина. Сообщалось, что она будет заниматься вопросами расследования авиапроисшествий и сертификации авиатехники.

### Семья
Муж — министр радиопромышленности СССР, генерал-полковник Пётр Плешаков (1922—1987).
Сын — основатель, председатель совета директоров первой негосударственной авиационной компании «Трансаэро» Александр Плешаков (род. 1964).
Невестка — генеральный директор «Трансаэро» Ольга Плешакова (род. 1966).
По данным Forbes, после краха авиакомпании «Трансаэро» сын и невестка Анодиной покинули Россию и обосновались во Франции.

## Награды и звания
- Медаль «За трудовое отличие» (1971);
- Орден Трудового Красного Знамени (1976);
- Лауреат Государственной премии СССР (1979) — за разработку автоматизированной радиолокационной системы управления воздушным движением для аэропортов с высокой интенсивностью полётов (АС УВД «Старт»)[8]
- Лауреат премии ИКАО им. Эдварда Уорнера (1997)[9];
- Орден Октябрьской революции (1981);
- Заслуженный деятель науки Российской Федерации (1997) — за заслуги в научной деятельности[10]
- Почётная грамота Правительства Российской Федерации (1998) — за многолетний добросовестный труд и в связи с 25-летием Единой системы организации воздушного движения Российской Федерации[11];
- Орден «За заслуги» III степени (1998, Украина) — за весомый личный вклад в развитие международной гражданской авиации[12];
- Орден «За заслуги перед Отечеством» III степени (1999) — за заслуги перед государством и большой вклад в развитие гражданской авиации[13];
- Орден «Дружба» (1999, Узбекистан) — за большой вклад в развитие научно-технического сотрудничества, активное содействие повышению роли Узбекистана как производителя современной авиационной техники[14], укрепление дружбы между народами[15];
- Грамота Содружества Независимых Государств (2001) — за активную работу по укреплению и развитию Содружества Независимых Государств[16][17];
- Почётная грамота Правительства Российской Федерации (2001) — за заслуги перед государством в области развития авиации и в связи с 10-летием создания Межгосударственного авиационного комитета[18];
- Лауреат Национальной премии общественного признания достижений женщин «Олимпия» Российской Академии бизнеса и предпринимательства за 2002 г.[19];
- Орден «Слава» (2006, Азербайджан) — за большие заслуги в развитии международного сотрудничества в сфере гражданской авиации Азербайджанской Республики[20]
- Орден Почёта (2006, Молдова) — за особые заслуги в развитии международного сотрудничества в области гражданской авиации и значительный вклад в интеграцию Республики Молдова в мировое авиационное сообщество[21]
- Орден «Достык» II степени (2006, Казахстан)[22][23]
- Орден «За заслуги» III степени (2007, Украина) — за весомый личный вклад в укрепление авторитета Украины в мире, популяризацию её исторических и современных достижений и по случаю 16-й годовщины независимости Украины[24]
- Медаль Анании Ширакаци (2011, Армения) — за сотрудничество в деле развития сферы гражданской авиации в Республике Армения[25][26]
- Памятный знак «Узбекистон Республикаси мустакиллигига 20 йил» (2011, Узбекистан)[27].
- Кавалер ордена Почётного легиона (2013, Франция)[28]
- Почётная грамота Совета МПА СНГ (2014, Межпарламентская ассамблея СНГ) — за активное участие в деятельности Межпарламентской Ассамблеи и её органов, вклад в укрепление дружбы между народами государств — участников Содружества Независимых Государств[29]
- Почётный профессор МГУ (2015)[30]